# Миколай Каменецький
Микола́й Камене́цький (пол. Mikołaj Kamieniecki; 1460 — 15 квітня 1515) — державний, політичний і військовий діяч Польського королівства. Представник шляхетського роду Каменецьких гербу Пилява. Перший великий гетьман коронний (1503–1515). Воєвода краківський (1507–1515) і сандомирський (з 1505). Сандомирський каштелян (з 1501), краківський генеральний староста (з 1495), сяноцький староста (з 1493).

## Біографія
Миколай Каменецький народився 1460 року в замку Каменець в Оджиконі. Найстарший син каштеляна сяноцького Генріха Андреаса Каменецького й Катажини Пєньонжківни. Його молодшим братом був Марцін Каменецький — польний гетьман коронний.
У 1484—1515 роках був придворним королів Казимира IV Яґеллона, Яна І Ольбрахта і Сиґізмунда I Старого. Вірний слуга королевича Ольбрахта; був у Белзі, коли Ольбрахт керував обороною Руських земель у 1484 р. Правдоподібно, брав участь у битві під Коперштином 1487 р. Разом з братами Яном, Станіславом, Клеменсом 29 січня 1493 позичив за короля 1000 флоринів. 1493 року був белзьким старостою, жупником перемиським. 6 вересня отримав дозвіл («консенс») на викуп Сяноцького староства у Станіслава Пєньонжка. Правдоподібно: брав участь у битві під Вишнівцем 1494 р. з татарами; не брав у поході короля Яна І 1497 р. 1496 р. краківський каштелян Ян з Тарнова призначив його одним з опікунів сина Яна Амора.
Був каштеляном сандомирським, сяноцьким (1493—1514), гетьманом малопольським, першим в історії гетьманом великим коронним. В 1505 році став воєводою сандомирським, 1507 в році — краківським.
З 1494 року брав участь у битвах з татарами; воєвав особисто на чолі своїх загонів як простий вояк. Близько 29 вересня 1506 його військо вигнало молдаван із Покуття; потім увійшло в Молдавію, в перших днях жовтня розбило кількатисячне військо перкалаба Копача під Чернівцями. 1508 р. отримав маєтки Яна з Пільчі за, конфісковані у нього за неоголошення посполитого рушення. В 1509—1510 рр. брав участь у битвах з військом молдавського господаря Богдана III Сліпого. Зокрема, у 1509 р., після хвороби короля Сігізмунда І, який залишився у Львові, був проголошений його намісником.
Сприяв кар'єрі Яна Творовського, який з ним брав участь та відзначився в битвах проти турків.
28 квітня 1512 року разом з Костянтином Острозьким, Михайлом Вишневецьким-Збаразьким розгромив двадцятитисячне татарське військо в битві під Лопушним (біля Вишнівця). Маючи 5 тисяч кавалерії, війська Каменецького перебили 5000 татар, захопили 10 тисяч коней, звільнили 16000 бранців.
1515 р.: після від'їзду короля Сиґізмунда I Старого на Віденський конгрес виконував обов'язки керівника (опікуна) країни; як представник короля з єпископом Якубом Бучацьким учасник з'їзду граничного з молдавською комісією.
Помер «non plane senex» (не старим, згідно епітафії надгробка за Шимоном Старовольским) 15 квітня 1515 року в Кракові. Був похований в Вавельському катедральному соборі (у каплиці святого Миколая, надгробок не зберігся).

### Сім'я
Одружився 15 березня 1510 р. з Ганною Тарновською з Мельштина гербу Леліва (1463 — 10 квітня 1521).